# San Isidro los Laureles
San Isidro los Laureles är en ort i Mexiko.   Den ligger i kommunen Venustiano Carranza och delstaten Chiapas, i den sydöstra delen av landet, 800 km öster om huvudstaden Mexico City. San Isidro los Laureles ligger 717 meter över havet och antalet invånare är 129.
Terrängen runt San Isidro los Laureles är kuperad åt nordost, men åt sydväst är den platt. Runt San Isidro los Laureles är det ganska glesbefolkat, med 47 invånare per kvadratkilometer. Närmaste större samhälle är Venustiano Carranza, 11,1 km väster om San Isidro los Laureles. Omgivningarna runt San Isidro los Laureles är en mosaik av jordbruksmark och naturlig växtlighet.